# 閃光の瞬き
「閃光の瞬き」（せんこうのまたたき）は、Crush Tearsの1枚目のシングル。2010年2月17日に ドワンゴ・ミュージックエンタテインメントから発売された。

## 解説
声優・小林ゆうがYUとしてギターのRYOによるユニットのデビューシングル。
作曲・編曲はビーイングとの関わりが深い作家が担当しており、FEEL SO BADの川島だりあと倉田冬樹、小澤正澄にとっては、初の声優への楽曲提供となった。ドワンゴ・ミュージックエンタテインメントからのリリースという事もあり、2009年12月から「ニコニコ動画」で情報を少し公開している。
表題曲「閃光の瞬き」は、テレビ東京系『アニソンぷらす』オープニングテーマとして使用された。
発売記念としてポスターお渡し会・握手会を20日にアニメイト横浜店、21日に石丸ソフト本店で行った。アニメイト横浜店では250人以上が参加した。またデビューイベントとして渋谷eggmanにてフリーライブを行った。またニコニコ生放送でも放送された（来場者数：1013人 コメント数：5701）。

## 収録曲
1. 閃光の瞬き [3:48]
作詞：YU、作曲：川島だりあ・倉田冬樹、編曲：LIT-HUM
2. MAD LOVE [3:04]
作詞：YU、作曲：小澤正澄、編曲：LIT-HUM
3. 閃光の瞬き （inst.）
4. MAD LOVE （inst.)

## タイアップ
| 曲名       | タイアップ                                       |
| ---------- | ------------------------------------------------ |
| 閃光の瞬き | テレビ東京系『アニソンぷらす』オープニングテーマ |

## 収録アルバム
| 楽曲       | 発売日        | 収録アルバム  | 備考                        |
| ---------- | ------------- | ------------- | --------------------------- |
| 閃光の瞬き | 2010年8月25日 | Crush Tears I | 1作目のオリジナルアルバム。 |